# August Van Nylen
Augustinus (August) Cornelius Alexander Van Nylen (Antwerpen, 25 juli 1869 - 16 januari 1922) was een Belgisch ondernemer, drukker en redacteur.

## Levensloop
Van Nylen was eigenaar van de 'Imprimerie de la Métropole', in 1901 herdoopt tot 'Imprimerie du Centre', en de 'Société Nouvelle du Centre d’Anvers'. In 1906 nam hij de Antwerpse Franstalige katholieke krant La Métropole over, waarvan hij naast directeur ook hoofdredacteur werd.
Hij was een neef van de dichter Jan van Nijlen.